# 霧峰農協酒蔵

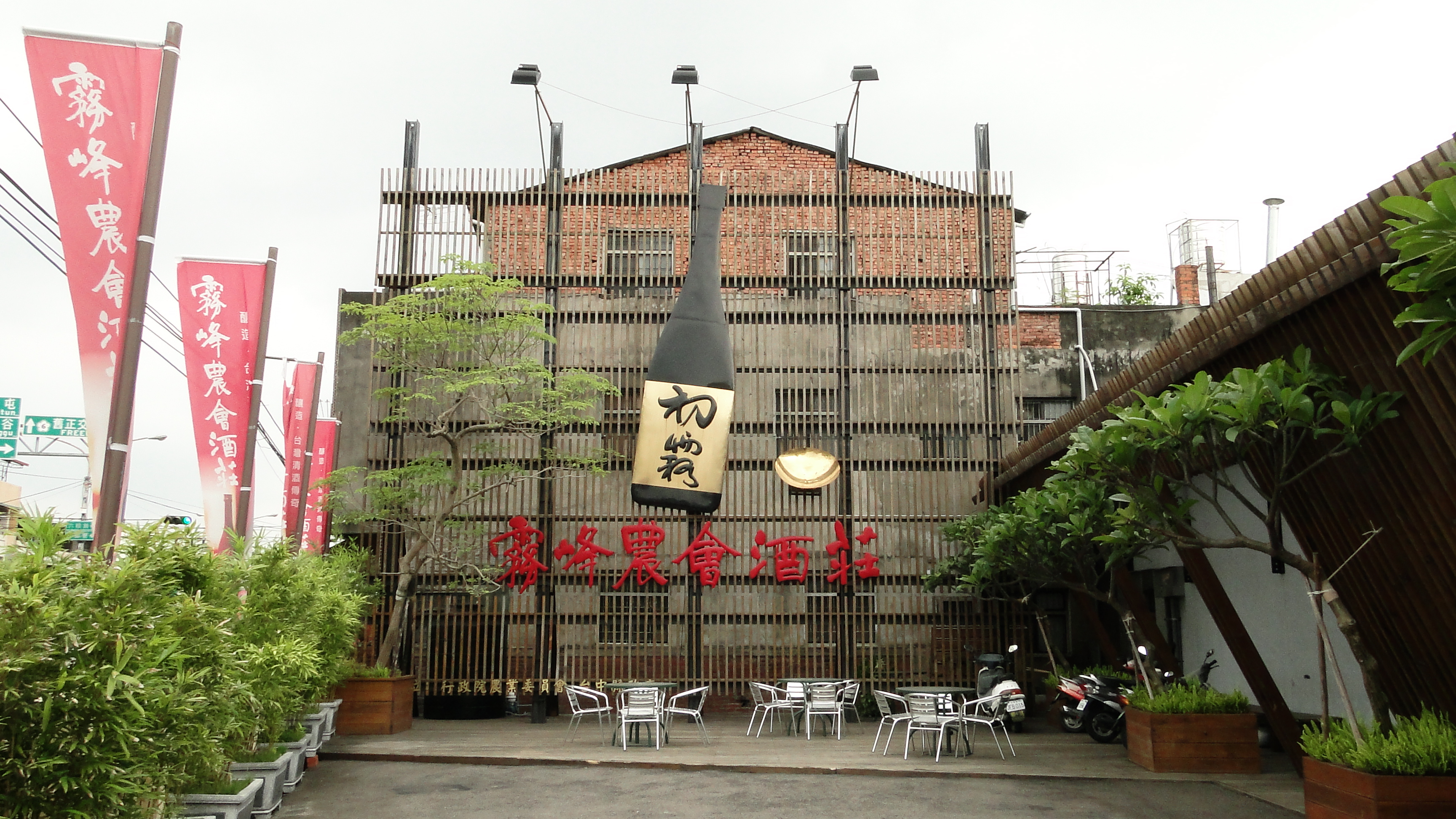
霧峰農協酒蔵 全景

霧峰農協酒蔵（むほうのうきょうしゅぞう、中国語: 霧峰農會酒莊）は、台湾の台中市にある酒造会社。清酒（日本酒）などを製造している。

## 概要
台中市霧峰区の農協（農會）が運営する小規模な酒蔵で、2006年から清酒の醸造を開始。2010年からは国際コンクールでの受賞を重ね、2015年に５つ星レストランの限定メニューに採用されるなどの実績をもつ。2020年現在では、清酒のほか焼酎や蜂蜜酒も生産している。また酒蔵は資料館やレストランを併設しており、観光資源にもなっている。

## 略歴

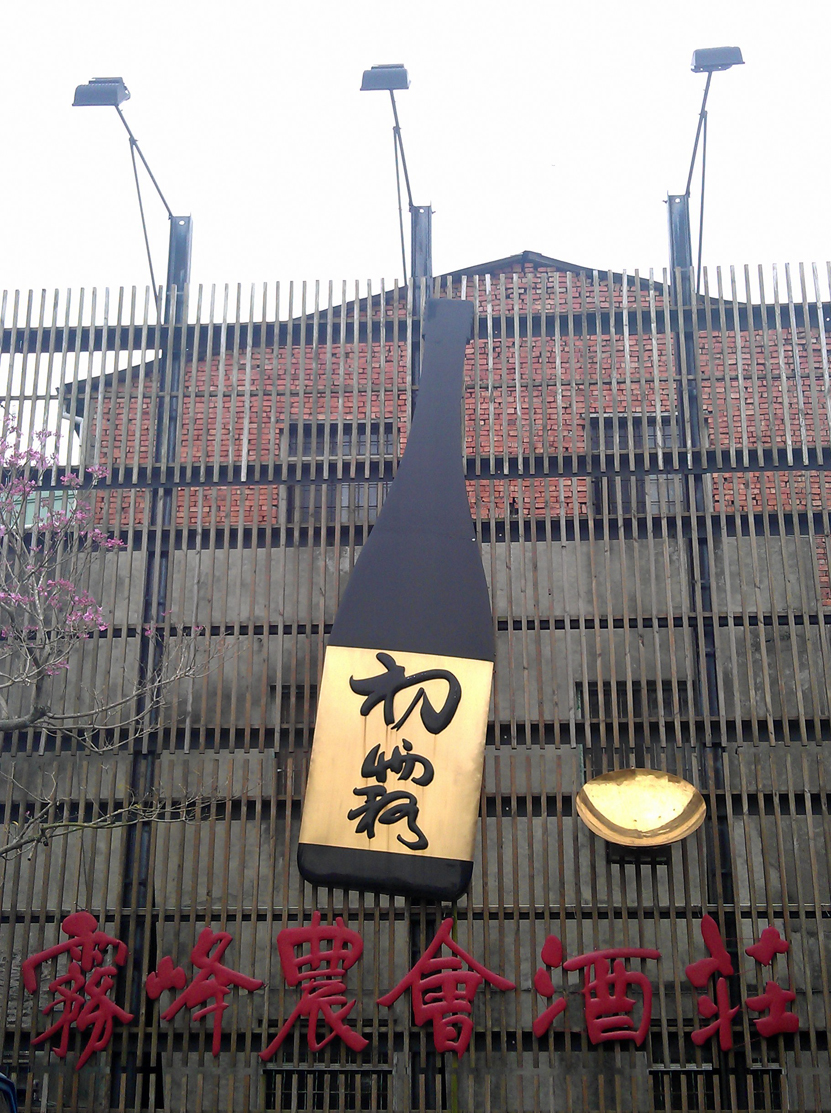
霧峰農協酒蔵

台湾での清酒製造は日本統治時代まで遡るが、戦後に生産は途絶えていた。1990年代になり所得が増えると、日本酒の輸入量が増加。酒の専売をしていた台湾省専売局（現：台湾菸酒股份有限公司）がこれに目をつけて清酒の酒造を再開する。2002年には台湾がWTOに加入したことで酒の公売制度が廃止され、民間企業による酒類販売が解禁された。一方では、農業製品の市場が変化し、農家は高付加価値の農作物への転換を図るようになる。霧峰農協は行政院農業委員会農業実験所と共同で稲の品種改良を行い「台農71号」（商品名:益全香米）を開発。この栽培に成功すると、台湾十大米ブランドに数えられるまでになった。霧峰農協は他地域の産地との競争力を強化する為に更なるブランド化を図り、益全香米を原料とした清酒製造に着手する。
霧峰農協は清酒製造の技術指導を、新潟県醸造試験場の元場長廣井忠夫に依頼。2005年には廣井がアドバイザーを務める武蔵野酒造に職員を派遣し、酒造の指導を受ける。食用米である益全香米や気温・湿度などに合わせて酒造法を試行錯誤し、2006年から醸造を開始し、2007年には酒蔵をオープンさせた。さらに2014年には金鵄盃酒造に職員を派遣し、吟醸酒の醸造を習得して翌年から製造を始めている。主力製品である「初霧」は純米大吟醸酒・純米吟醸酒・吟醸酒・濁り酒の4種を販売。その他に焼酎や蜂蜜酒を製造している。
2010年にドイツのInternational Spirits Award銀賞の受賞を皮切りに国際コンクールで入賞を重ね、国内でも行政院農業委員会から特優の評価を受けるなど実績を重ねている。

## 酒造
2016年時点で、醸造用・熟成用の5tタンクをそれぞれ4本所有し、清酒は年2回、計10,500Ｌを醸造している。また、製造ラインは日本製を用いている。清酒を生産していないときは同じラインで焼酎を醸造し、こちらは20,000Lを生産する。霧峰農協は精米機を保有しておらず、台湾菸酒股份有限公司に依頼している。また、醸造用アルコールも台湾菸酒股份有限公司から購入しており、両者は協業関係にある。